# Armação baleeira

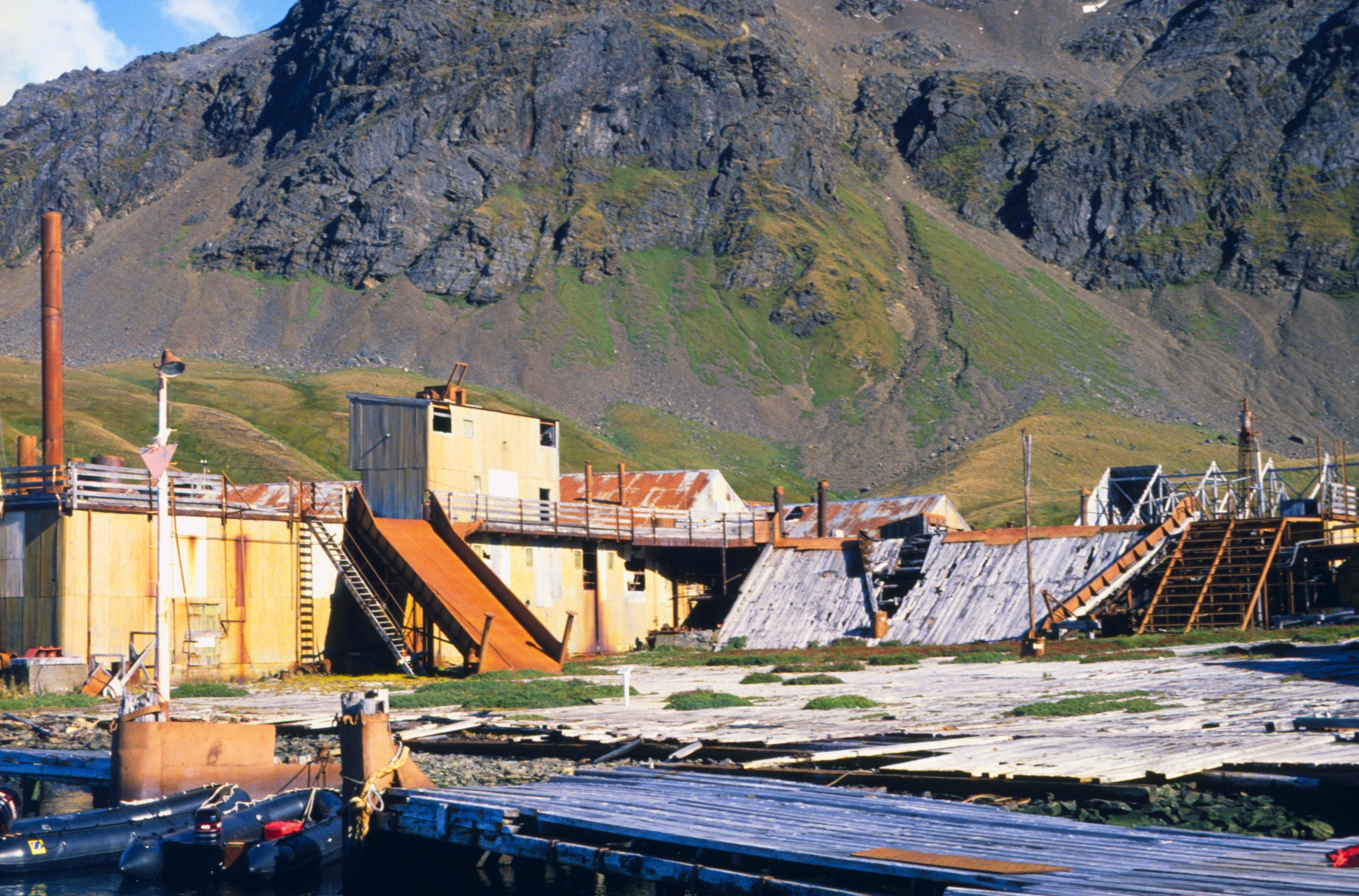
Armação baleeira em Grytviken, Geórgia do Sul.

A armação baleeira é uma instalação litorânea estruturada para a pesca ou caça às baleias e o processamento dos seus produtos. No Brasil existiu desde o início do século XVII até meados do XIX.

## Estrutura da armação
A estrutura da armação consistia comumente em armazéns para os produtos das baleias, o engenho de frigir (onde a gordura das baleias é transformada em óleo), casas para as ferramentas de pesca e lancha e para os utensílios da manufatura, e uma estrutura de residência e subsistência para a população que vive nas armações

## A armação baleeira no Brasil
As armações baleeiras brasileiras eram manufaturas com produção sazonal, pois dependia diretamente do período de migrações das baleias do Polo Sul para os trópicos durante o inverno e primavera. Ela compreendia estes dois processos: a pesca e o trabalho com os produtos da baleia.

### Trabalho: pesca e produção
A pesca era feita por trabalhadores assalariados, geralmente pequenos agricultores da região coagidos mesmo à força pois a atividade é perigosa, e o seu trabalho era pago de acordo com o número de baleias pescadas. O óleo foi o principal produto da indústria baleeira, utilizado para iluminação e liga para construções, e, após a segunda metade do século XVIII também a cera para velas. Para a confecção do óleo, a gordura era tirada da baleia e derretida em tanques no engenho de frigir. Cada baleia produzia em média de 12 a 20 pipas de óleo.
A produção das armações era sempre concentrada no Rio de Janeiro, para daí ser transportada até a metrópole. O trabalho com os produtos das baleias, considerado menos arriscado que a pesca, era feito pelos escravos, com população variando entre 20 e 80 nas armações. Também estavam presentes nas armações baleeiras o administrador da armação e os feitores - assalariados pagos ou pelo contratante ou diretamente pela Coroa quando a armação não estava arrendada.

### História

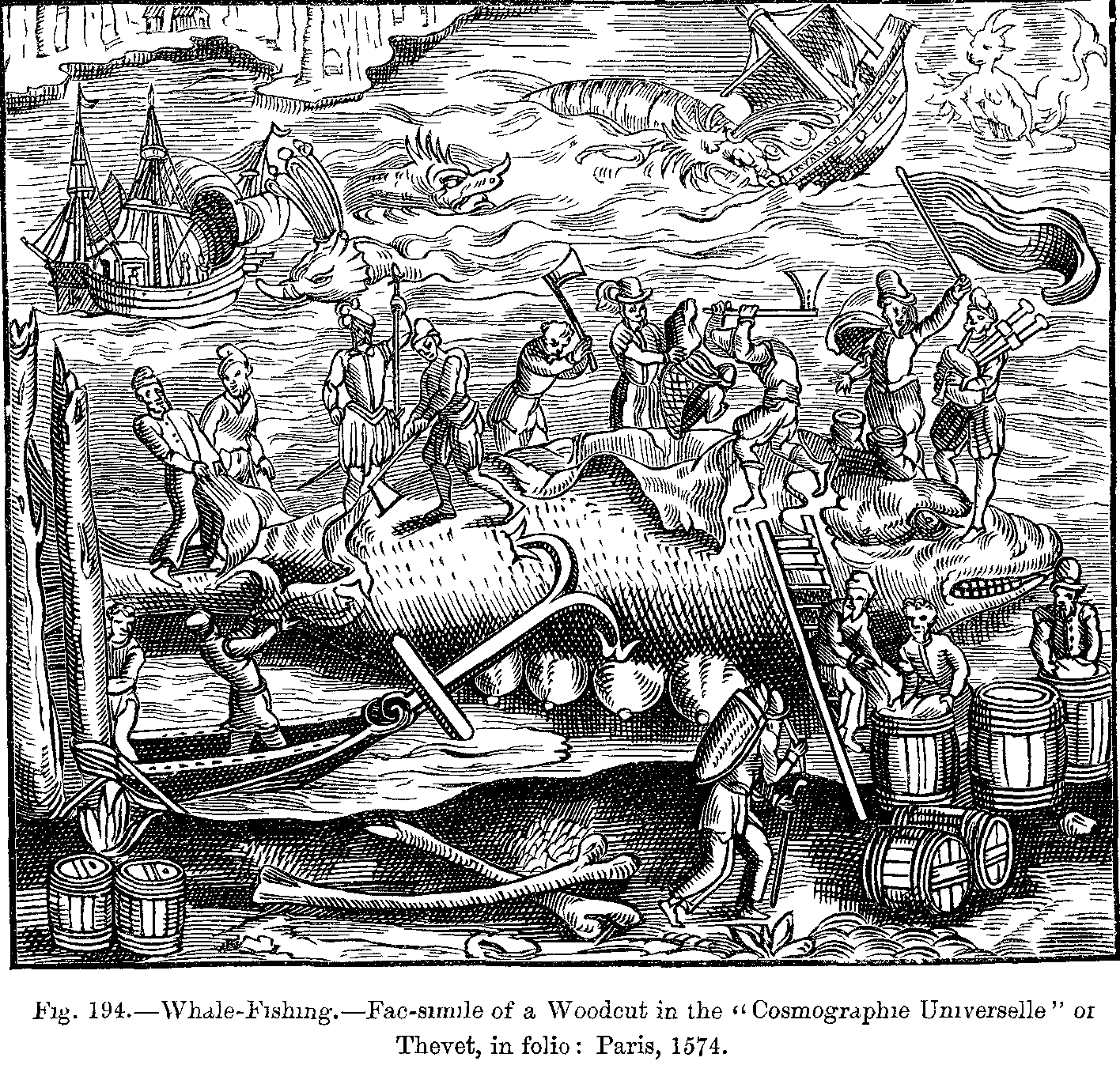
Caça à baleia e o processamento dos seus produtos. Fac-símile de uma xilogravura do Cosmographie Universelle de Thevet, no fólio: Paris, 1574.

A prática de pescar baleias com arpões foi inaugurada no Brasil no início do século XVII, por influência direta de pescadores bascos instalados na Bahia.
Desde o início, precisamente em 1614, a Coroa estabeleceu o Monopólio sobre esta atividade, garantindo o seu controle dos impostos, da qualificação social dos seus administradores e do destino do produto da pesca. A indústria baleeira “foi uma das que Portugal permitiu no Brasil Colonial”.
Durante o século XVII, a Bahia foi a principal produtora de óleo, mas, com o aval da Coroa para implementação de novas armações sempre descendo pela costa brasileira, já no século XVIII as principais armações eram as do sul – Rio de Janeiro, São Paulo e Santa Catarina. Sabe-se do surgimento no total de 14 ou 15 armações ao longo do litoral brasileiro nestes dois séculos.
O auge da pesca das baleias começa em 1765, ano em que é feita a unificação de todos os contratos de pesca da baleia no Brasil, refletindo a época das reformas pombalinas; a partir daí proliferam construções de novas armações (em Santa Catarina são construídas 4 das 6 ou 7 armações da capitania ). O período de grande produção na indústria baleeira termina no ano de 1789, decaindo sem recuperação a partir daí. Esta queda da produtividade é reflexo, por um lado, da redução do número de baleias pescadas, que se deve à extinção e à concorrência inglesa e norte-americana que pescava as baleias em alto-mar antes de chegarem à costa e estava se maquinizando. E, por outro lado, dos métodos utilizados na confecção do óleo, que são tidos como falhos pelos observadores da época, devido à quantidade de desperdício. Uma causa da falta de competitividade da indústria baleeira brasileira e destas técnicas falhas pode ter sido o privilégio do monopólio que “parece ter-lhe entravado um maior avanço técnico, o que constituiu, tempos depois, um dos fatores de sua decadência” . Com esta queda na produção, aliada à influência do pensamento político-econômico liberal e dos observadores críticos da indústria baleeira, a Coroa extingue o monopólio em 1801.

### Decadência
No século XIX, as armações baleeiras começaram a desaparecer. Para a liberalização desta atividade, as armações foram postas à venda pela Coroa, e, enquanto não havia interessados – como de fato não houve até 1816, a não ser com relação às duas armações no norte – a sua  administração ficou com o governo. A maior parte das armações não foram compradas, e a administração, tanto da Coroa quanto do Império, não foi cuidadosa e não conseguiu levantar novamente a indústria baleeira.
Em algumas armações, com a inadimplência dos pagamentos dos administradores locais e dos trabalhadores escravos, havia fugas, e até mesmo utilização da estrutura da armação por pescadores estrangeiros, principalmente norte-americanos. Várias estratégias foram tomadas para se desfazer das armações para interessados particulares, como contratos anuais, arrendamentos, até o desmonte com as vendas das peças e instalações. Ao longo do século, no Rio de Janeiro, São Paulo e em Santa Catarina, as armações foram sendo abandonadas, restando apenas 2 armações na Bahia, que já estavam em mãos de particulares, e continuaram a pequena atividade até meados do século XX.

## Lista das armações baleeiras no Brasil
Bahia:
Armação de Itaparica
Armação de Itapoã
Armação da Pituba
Armação da Barra
Armação da Gambôa
Armação da Pedra Furada
Armação Manguinhos
Armação de Porto dos Santos
Armação de Barra do Gil
Armação de Caravelas

Rio de Janeiro:
Armação de Búzios
Armação de São Domingos
Armação da Vila Real da Praia Grande
Armação da Ilha Grande

São Paulo:
Armação da Ilha de São Sebastião
Armação da Bertioga
Armação da Ilha do Bom Abrigo

Santa Catarina:
Armação Grande ou da Piedade
Armação da Lagoinha
Armação de Itapocorória
Armação de Garopaba
Armação de Imbituba
Armação da Ilha da Graça ou Ilha da Paz
Armação da Ilha de Porto Belo ou João da Cunha
Armação de Ganchos

### Leituras adicionais
- CASTELUCCI JUNIOR, Wellington. Pescadores e baleeiros: a atividade da pesca da baleia nas últimas décadas dos oitocentos. Itaparica: 1860-1888.
- CASTELUCCI JUNIOR, Wellington. Salvas pelo petróleo. Antes de sumirem sob os arpões, baleias foram trocadas por uma nova fonte de riqueza. Revista de História - Especial Baleias , 16 de setembro de 2009.
- COMERLATO, Fabiana. A instalação das armações de pesca da baleia em Santa Catarina no século XVIII. Núcleo de Estudos Açorianos – UFSC.
- DIAS, Camila Baptista. A pesca da baleia no Brasil Colonial: contratos e contratadores do Rio de Janeiro no século XVII. Niteroi: UFF, 2010.
- ELLIS, Myriam. Aspectos da pesca da baleia no Brasil colonial (Notas prévias de um trabalho em preparo). Revista de História. São Paulo, v. XVI, nº 32 pp 416 - 462
- ELLIS, Myriam. Aspectos da pesca da baleia no Brasil colonial II. Revista de História. São Paulo, v. XVI, nº 33, p. 149-175, jan, 1958a.
- ELLIS, Myriam. Aspectos da pesca da baleia no Brasil colonial III. Revista de História. São Paulo, v. XVI, nº 34, p. 379-424, abril, 1958b.
- ELLIS, Myriam. A Baleia no Brasil colonial. São Paulo: Melhoramentos, 1969 apud MOREIRA, Sônia Miriam Teixeira. Porto de Itajaí : da gênese aos dias atuais. Florianópolis, 1995. Dissertação de Mestrado. Universidade Federal de Santa Catarina.
- OLIVEIRA, João Rafael Moraes de e CARIGNATTO, Denílson. A Pesca das Baleias no Brasil: um estudo de história e meio ambiente. UNESP, 2002.
- OLIVEIRA, João Rafael Moraes de. Gigantes à proa: A arriscada atividade de caçar baleias valia a pena: tudo se aproveitava. Revista de História - Especial Baleias , 16 de setembro de 2009.